# Pierre Pelupessy
Pierre Pelupessy (10 de enero de 1965) es un deportista neerlandés que compitió en bádminton. Ganó una medalla de bronce en el Campeonato Europeo de Bádminton, en la prueba de dobles.

## Palmarés internacional
| Campeonato Europeo | Campeonato Europeo | Campeonato Europeo | Campeonato Europeo |
| Año                | Lugar              | Medalla            | Prueba             |
| ------------------ | ------------------ | ------------------ | ------------------ |
| 1990               | Moscú (URSS)       | Medalla de bronce  | Dobles             |